# Akira Kaji
Akira Kaji (Hyogo, 13. siječnja 1980.) bivši je japanski nogometaš.

## Klupska karijera
Igrao je za Cerezo Osaka, Oita Trinita, FC Tokyo, Gamba Osaka, Chivas USA i Fagiano Okayama.

## Reprezentativna karijera
Za japansku nogometnu reprezentaciju igrao je od 2003. do 2008. godine. Za tu reprezentaciju odigrao je 64 utakmica postigavši 2 pogodaka.
Akira Kaji za njih je igrao na Svjetskom prvenstvu (2006.), a 2004. je kao dio te reprezentacije osvojio AFC Azijski kup.

## Statistika
| Japan  | Japan | Japan |
| Godina | Nas.  | Gol.  |
| ------ | ----- | ----- |
| 2003.  | 1     | 0     |
| 2004.  | 20    | 0     |
| 2005.  | 14    | 1     |
| 2006.  | 14    | 0     |
| 2007.  | 11    | 1     |
| 2008.  | 4     | 0     |
| Ukupno | 64    | 2     |

## Vanjske poveznice
- National Football Teams
- Japan National Football Team Database